# Rue Blanche
Ne doit pas être confondu avec Rue du Docteur-Blanche.
La rue Blanche, est une voie du nord-ouest du 9e arrondissement de Paris, en France.

## Situation et accès
Elle relie la place Blanche à la place d'Estienne-d'Orves. Elle est délimitée par la rue de Châteaudun au sud et la place Blanche au nord, elle donne son nom à la station de la ligne 2 du métro de Paris. Au sud, se trouve par ailleurs la station Trinité - d'Estienne d'Orves de la ligne 12.
Les rues suivantes débouchent sur la rue Blanche (du nord au sud) : rue de Douai, rue de Calais, rue Mansart, rue Ballu, rue Chaptal, rue La Bruyère, rue Moncey, rue de la Tour-des-Dames, rue Saint-Lazare.

## Origine du nom
Elle doit probablement son nom au passage fréquent, au XVIIe siècle, des tombereaux transportant du plâtre extrait des carrières de Montmartre.

## Historique
Cette voie est un ancien chemin qui conduisait du village des Porcherons aux carrières de Montmartre. Elle commence à être bâtie vers 1670 et est indiquée sur un plan de 1672, sous le nom de « rue de la Croix-Blanche » à cause d'un cabaret qu'on voyait encore vers 1860 à l'enseigne de la Croix-Blanche. Elle prend sa dénomination actuelle en 1793 et reliait alors la rue Saint-Lazare à la place Blanche.
Le côté des numéros impairs, à partir du no 39, longeait les folies du maréchal duc de Richelieu puis celle du fermier général Jean Gaillard de la Bouëxière dont les entrées principales se situaient rue de Clichy.
L'ouverture du square D'Estienne-d'Orves et de l'église de la Trinité a fait disparaitre les 10 premiers numéros impairs.
L'École nationale supérieure des arts et techniques du théâtre (ENSATT) a longtemps été surnommée « Rue Blanche » dans le milieu théâtral, puisqu'elle y fut domiciliée au no 21 de 1942 à 1997.
En 2012, Criteo y installe son siège social.

## Bâtiments remarquables et personnalités

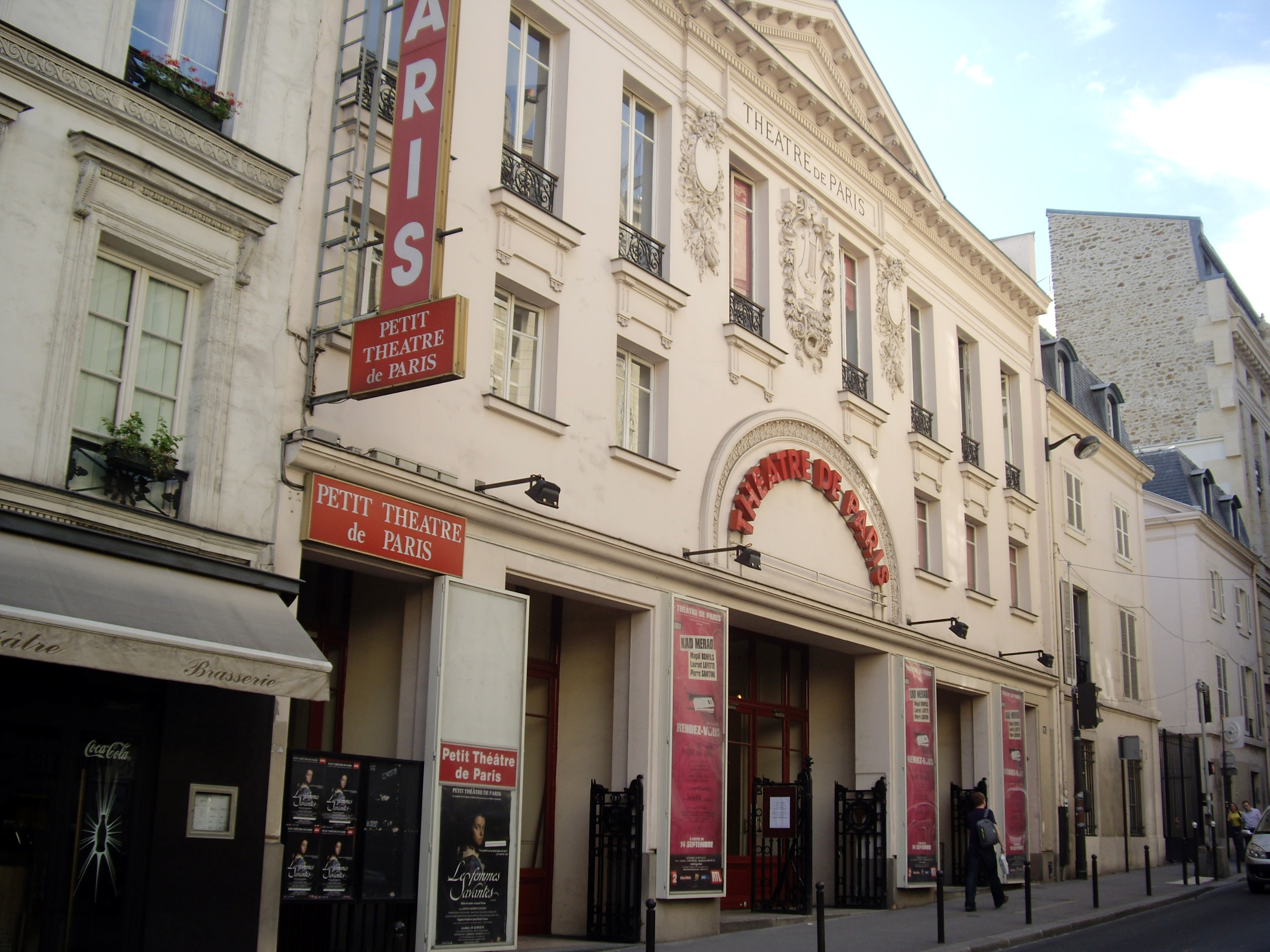
No 15 : théâtre de Paris.

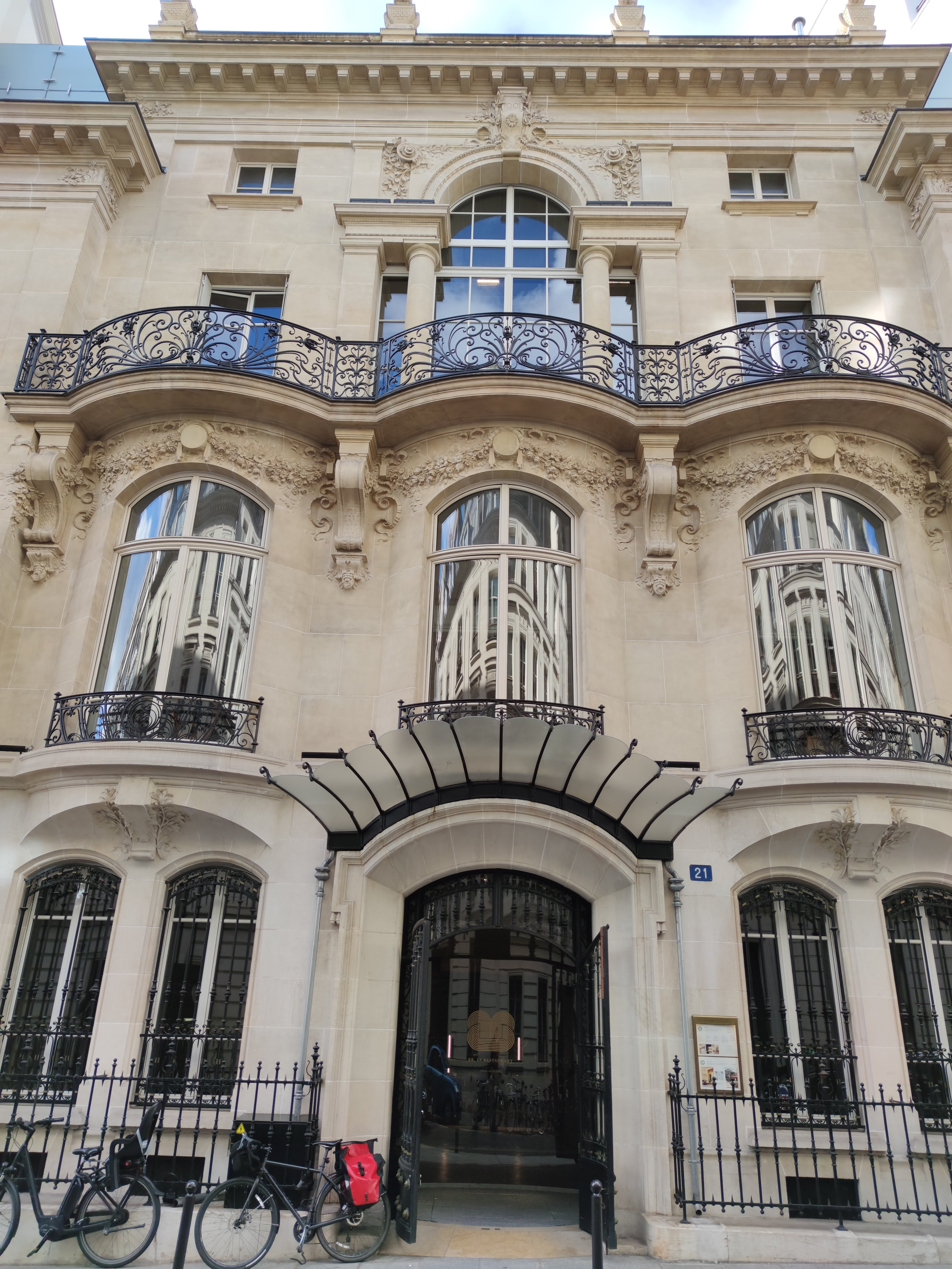
No 21 : hôtel de Choudens.

- No 2 : Charles Guillemaut (1809-1886), général et homme politique, y est mort le 17 décembre 1886[2].
- No 2 bis : Stanislas Limousin (1831-1887), pharmacien français, y tint son officine. Celle-ci sera reprise par son gendre, Henri Bocquillon-Limousin (1856-1917)[3].
- No 3 : Camille-Pierre-Alexis Paganel (1795-1859), homme politique, y est mort le 17 décembre 1859[4].
- No 5 : Gaudin, duc de Gaëte, ministre des finances de Napoléon, y habita en 1829-1841. Émile Léon Paul Salmson, officier de la Légion d'honneur, fils de Jean Jules Émile Salmson, fondateur de Salmson, y a habité[5]. Siège de la Fondation Danielle-Mitterrand - France Libertés.
- No 6 : anciens locaux de la librairie Simon et Lucien Kra (1919-1941).
- No 8 : Léon Laya, auteur dramatique, y habite et y meurt le 5 septembre 1872[6].
- No 10 : Léon Faucher (1803-1854), homme politique, journaliste, économiste, ministre de l’Intérieur, mort le 14 décembre 1854, à Marseille, au retour d’une cure en Italie y habitait[7].
- No 11 : Maurice Lorfeuvre y a vécu en 1919[8].
- No 11 bis : salle d’armes du Cercle national des armées sous l’Occupation.
- No 15 : théâtre de Paris.
- No 17 : ancien hôtel Le Marois, construit en 1829 par l’architecte Pellechet pour le général et homme politique Jean Le Marois (1776-1836)[9].
- No 21 : hôtel de Choudens, construit en 1901 par l'architecte Charles Girault pour l'éditeur de musique Paul de Choudens[10].
- No 25 : Christuskirche - Église protestante allemande à Paris, église luthérienne membre de l'Église protestante en Allemagne (EKD), dont la façade fut construite en 1911, d'après les plans de l'architecte Karl Mohrmann (de), dirigé alors par Édouard-Jean Niermans.
- No 27 : l'artiste peintre Achille Gallier y meurt le 26 septembre 1871[11].
- No 28 : centre de secours de la brigade de sapeurs-pompiers de Paris.
- No 30 : Hôtel Pellechet, petit bâtiment de style néo-classique construit en 1824 par l'architecte Pellechet[9]
- No 43 : l'artiste Paul Gavarni y réside de 1836 à 1837[12].
- No 44 : maison de Jean-François Boursault dit « Boursault-Malherbe », il y meurt en 1842 et sa maison fut vendue en 1858 à Théodore Ballu[réf. nécessaire].
- No 45 : Pierre Humbert, architecte parisien, y habitait.
- No 47 : Manuel Francisco de Barros e Sousa, vicomte de Santarém (1791-1856), historien, diplomate et homme d'État portugais, y est mort le 17 janvier 1856[13].
- No 49 : Louis Diémer, compositeur et professeur au Conservatoire, y habite et y meurt le 21 décembre 1919[14].
- No 51 : bâtiment d’époque Restauration[15].
- No 54 : au milieu du XIXe siècle, Euphémie Vauthier est l'une des directrices de l'institution et pension de jeunes filles qui se trouve à cette adresse.
Firmin Gémier (1869-1933), acteur, metteur en scène et directeur de théâtre, y est mort le 26 novembre 1933[16].
- No 64 : Jacques-Louis-Ange-Eugène Begoügne de Juniac (1810-1881), général, fils de Jacques Begoügne de Juniac, y est mort le 26 décembre 1881[17].
- No 70 : Daniele Manin, l'homme politique italien, y habite et y meurt le 22 septembre 1857 ; une plaque commémorative sera inaugurée en mars 1877[18]. Stéphanie-Marie Arnoult de Joyeuse, baronne Coppens, y habite et c'est chez elle que se réunissent le 2 décembre 1851 « les représentants du peuple » opposés au coup d'État de Louis-Napoléon Bonaparte[réf. nécessaire].
- No 72 : l'artiste peintre Juliette Fauchot-Baillion y est née le 6 avril 1884[19]. Jules Garcin, violoniste, chef d'orchestre et compositeur, a longtemps habité le no 72 avec sa famille[réf. nécessaire]. Albert Barré, auteur dramatique, y a vécu et y est mort (1854-1910)[réf. nécessaire].
- No 77 : atelier du peintre Edgar Degas jusqu'en 1870[20],[21].
- No 78 : l'architecte Théodore Ballu y habite et y meurt le 22 mai 1885[réf. nécessaire].
- No 96 : l'homme de théâtre André Antoine y louait un atelier en 1887[22].
- No 96 : ici mourut en 1889 Otto von Thoren, peintre animalier, né à Vienne en 1828.

Numéro 44 Hector Berlioz s'y installé le 1er août 1844 avec Harriet mais sa femme y habitera seule.Vivre avec elle lui devient insupportable (le Paris de Berlioz  christian Wasselin éditions Alexandrine p 73